# Coesita
La coesita  es un polimorfo del cuarzo que se origina cuando este es sometido a una alta presión (2–3 gigapascales) y a una temperatura ligeramente alta (700 °C). La coesita fue creada primero por Loren Coes en 1953. En 1960, Eugene Shoemaker encontró coesita formada por vía natural en el Cráter del Meteoro en Arizona, que era evidencia que el cráter se debe de haber formado por un impacto. La coesita es más densa que el
cuarzo, y un volcán no tiene la suficiente potencia para producirla. Sólo se ha hallado en lugares donde han impactado meteoritos, o donde se han hecho pruebas nucleares.  
Por eso, la presencia de coesita en las rocas, se toma como la evidencia en la Tierra de un suceso de impacto de meteorito o una explosión por bomba atómica. 
La estructura molecular de coesita consiste en cuatro dióxido de silicio en forma de anillo. Esta estructura es muy estable.